# Моррис, Нева
Нева Моррис (англ. Neva Morris; 3 августа 1895 — 6 апреля 2010) — американская долгожительница. На момент своей смерти являлась старейшим живущим человеком в США. Её возраст составлял 114 лет 246 дней.

## Биография

### Юность
Нева Фрид родилась 3 августа 1895 года в Эймсе, штат Айова, где она прожила всю свою жизнь, в семье Шайлера и Камбии Фрид. Была самой младшей из четырёх детей. Её мать прожила 89 лет, а бабушка по матери — 91 год. 
Нева вышла замуж за Эдварда Леонарда Морриса в 1914 году, в возрасте 19 лет. У пары было четверо детей: Лесли (1915–1991), Беттили (1919–1998), Мэри Джейн (1920–1983) и Уолтер (1928–2017). Они жили на ферме, охватывающей 224 акров (0,91 км²) земли с родителями Эдварда: Гертрудой Резерфорд и Уолтером Леонардом Моррисом. Они выращивали кур, свиней и коров, чтобы оплачивать обучение своих детей в Университете штата Айова.    

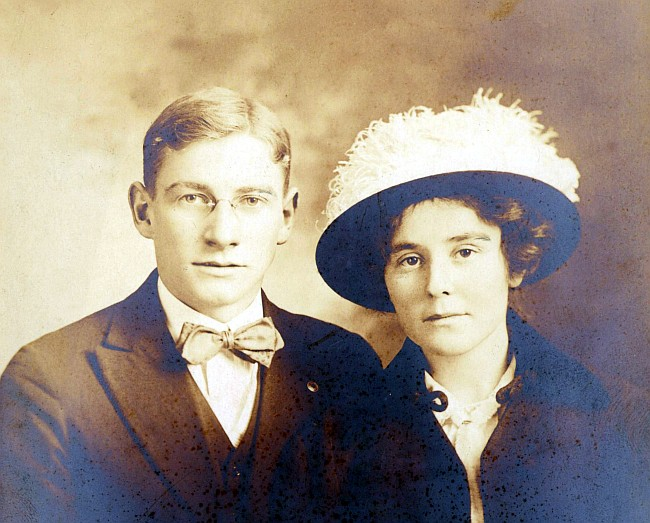
Свадебное фото Невы Фрид и Эдварда Морриса в 1914 году

### Последующие годы
Уолтер Моррис, младший сын Невы, считал, что её тайной была страсть к быстрым автомобилям, о чём свидетельствует её 80-летний опыт безаварийного вождения. В возрасте 90 лет она приобрела Mercury Grand Marquis 1985 года. Она прекратила вождение, когда ей исполнилось 95 лет.
Моррис также наслаждалась пением в женских хоровых группах. Нева особенно любила петь «Ты моё солнышко» (англ. You Are My Sunshine).
Нева овдовела в 1960 году. В возрасте 99 лет Моррис переехала из своего дома в North Grand Care Center, а затем в общину Норкрест в 1998 году. В марте 2010 года она потеряла слух и зрение, но была способна участвовать в ограниченной деятельности в доме престарелых.

### Смерть
Около 4 часов утра 6 апреля 2010 года Моррис умерла в возрасте 114 лет 246 дней, рядом со своим 90-летним зятем. На момент её смерти был жив один из её сыновей, восемь внуков, девятнадцать правнуков и несколько праправнуков. 
После смерти Невы старейшим живущим жителем США стала Юнис Сэнборн.

## Рекорды долголетия
- 3 августа 2009 года отпраздновала 114-летие.
- 7 марта 2010 года стала старейшим живущим человеком в США.
- На момент смерти была вторым старейшим живущим человеком в мире.
- На момент смерти была старейшей жительницей Айовы в истории.